# Кяргозеро (озеро)
Кяргозеро — озеро на территории Поповпорожского сельского поселения Сегежского района Республики Карелии.

## Общие сведения
Площадь озера — 2,5 км², площадь водосборного бассейна — 42,6 км². Располагается на высоте 109,5 метров над уровнем моря.
Форма озера продолговатая: вытянуто с северо-запада на юго-восток. Берега каменисто-песчаные, преимущественно возвышенные.
Через озеро протекает река Урокса, протекающая через Уросозеро и впадающая в Выгозеро.
Недалеко от юго-восточной оконечности озера расположен один безымянный остров небольшой площади.
На северо-западном берегу озера расположен одноимённый посёлок, к которому подходит дорога местного значения. С восточной стороны озера проходит железнодорожная линия Санкт-Петербург — Мурманск.
Код объекта в государственном водном реестре — 02020001211102000006958.